# Знаменское сельское поселение (Чечня)
Знаменское се́льское поселе́ние — муниципальное образование в Надтеречном районе Чечни Российской Федерации.
Административный центр — село Знаменское.

## История
Статус и границы сельского поселения установлены Законом Чеченской Республики от 20 февраля 2009 года № 16-РЗ «Об образовании муниципального образования Надтеречный район и муниципальных образований, входящих в его состав, установлении их границ и наделении их соответствующим статусом муниципального района и сельского поселения».

## Население
| 2010    | 2012    | 2013    | 2014    | 2015    | 2016    | 2017    |
| ------- | ------- | ------- | ------- | ------- | ------- | ------- |
| 10 286  | ↗10 528 | ↗10 828 | ↗11 072 | ↗11 233 | ↗11 412 | ↗11 654 |
| 2018    | 2019    | 2020    | 2021    | 2023    | 2024    |         |
| ↗11 777 | ↗11 876 | ↗12 167 | ↗13 379 | ↗13 401 | ↗13 646 |         |

## Состав сельского поселения
| № | Населённый пункт | Тип населённого пункта       | Население |
| - | ---------------- | ---------------------------- | --------- |
| 1 | Знаменское       | село, административный центр | ↗13 646   |